# ألف سلامة (مسلسل)
ألف سلامة. مسلسل تلفزيوني مصري، من إخراج حسام النبوي، وتأليف فيصل عبد الصمد.

## قصة المسلسل
يتكون المسلسل ثلاث أجزاء، وفي كل جزء عشر حلقات. تدور أحداث المسلسل في إطار كوميدي ساخر حول شخصية سلامة (أحمد عيد) الذي يخرج من السجن عقب إتهامه بالسرقة ويبحث عن عمل ويضطر سلامة للعمل كممرض لدى عجوز، ويُخطط في الوقت نفسه لسرقته.

## الممثلون
شارك في المسلسل عددًا من الفنانين، منهم:
- أحمد عيد، بدور «سلامة».
- أحمد خليل.
- منى هلا.
- عبد الله مشرف.
- أحمد صيام.
- صبري عبد المنعم.
- نور الكاديكي، بدور «سوزي».
- ضياء الميرغني.
- نبيل نور الدين.
- جيهان قمري.
- رشا إبراهيم.
- إيمان سالم.
- أشرف بوزيشن.
- محمد أبو الدهب.
- جو فهمي.
- وائل عبد الحميد.
- عصام الغنام.
- محمد علام.
- أشرف رسلان.
- أكمل المعداوي.
- علاء الشيخ.
- أشرف خاطر.
- أسامة طراف.